# Méizara
Méizara es una localidad del municipio de Chozas de Abajo, en la provincia de León, Comunidad Autónoma de Castilla y León (España).

## Situación
Limita al S con Fontecha, con La Mata del Páramo al SO; con Mozóndiga y Villar de Mazarife al N y con Banuncias al NE.

## Evolución demográfica
| 2000 | 2001 | 2002 | 2003 | 2004 | 2005 | 2006 | 2007 | 2008 | 2009 | 2010 | 2011 |
| 142  | 140  | 136  | 132  | 121  | 124  | 122  | 115  | 114  | 110  | 105  | 104  |

- Datos: Q5392262